# Dick Hall
Dick Hall (St. Louis, Missouri; 27 de septiembre de 1930 – 18 de junio de 2023) fue un beisbolista estadounidense que jugó dieciocho temporadas con cinco equipos en la MLB y fue dos veces campeón de la Serie Mundial. Su posición era pitcher derecho desde 1952 hasta 1957 y de 1959 hasta 1971, notable como miembro de la dinastía del Baltimore Orioles que ganaron tres títulos de la Liga Americana y dos campeonatos de las Series Mundiales entre 1966 y 1970. También jugó para Pittsburgh Pirates, Kansas City Athletics y Philadelphia Phillies. Era apodado El Pavo por su peculiar movimiento para lanzar.

## Carrera
Debutó como pitcher abridor con los Pittsburgh Pirates en 1952 hasta 1957 y regresó en 1959 para pasar a los Kansas City Athletics en 1960. Sería cambiado a los Baltimore Orioles en 1961 por Chuck Essegian y Jerry Walker, pasando a ser relevista en varias ocasiones, teniendo su mejor temporada en 1964 y ganó su primera Serie Mundial en 1966 donde barrieron en cuatro partidos a Los Angeles Dodgers.
De 1967 a 1968 jugó para los Philadelphia Phillies para regresar a los Baltimore Orioles en 1969, equipo con quien ganó la Serie Mundial de 1970 venciendo en cinco partidos a los Cincinnati Reds y se retiraría en 1971.
Al retirarse se ubicó en el lugar 22 en la MLB en WHIP (1102), lugar 39 en la MLB en bases por bola por cada nueve entradas (1.69) y en el lugar 47 de la MLB en la comparación de cantidad de ponches por bases por bola (3.14). Fue el primer lanzador en ganar un partido de campeonato de la Liga Americana el 4 de octubre de 1969. En su carrera su récord fue de 93–75 en 495 partidos, 74 como abridor, 20 juegos completos, 3 blanqueadas, 237 partidos finalizados, 68 salvamentos, 12592⁄3 entradas lanzadas, 1152 hits permitidos, 512 carreras permitidas, 464 carreras limpias, 130 home runs permitidos, 236 bases por bola, 741 ponches, 18 golpeados, 1 wild pitch, 5085 bateadores enfrentados, 70 bases intencionales y efectividad de 3.32. En postemporada Hall lanzó 8.2 innings en más de cinco partidos, donde no permitió carreras limpias y solo permitió 3 hits, registrando dos victorias y 2 salvamentos. También jugó en el outfield en 669 partidos, fue a batear 714 veces, anotó 79 carreras, 150 hits, 15 dobles, 4 triples, 4 home runs, 56 RBI, 6 bases robadas, 61 bases por bola, promedio de bateo de.210, promedio de.271 con corredores en base,.259 el porcentaje de slugging, 185 bases totales, 34 toques de sacrificio y 9 elevados de sacrificio. Como lanzador fue conocido por ser de un gran control.
Fue exaltado al Salón de la Fama de los Baltimore Orioles en 1989.